# Verdiso
Le verdiso est un cépage italien de raisins blancs.

## Origine et répartition géographique
Le cépage est d'origine inconnue mais il est diffusé en Italie du nord.
Il est classé cépage secondaire en DOC Colli di Conegliano et Prosecco di Conegliano Valdobbiadene. Il est classé recommandé dans la province de Trévise en Vénétie. En 1998, il couvrait 357 ha.

## Caractères ampélographiques
- Extrémité du jeune rameau duveteux, vert blanchâtre.
- Jeunes feuilles aranéeuses, vert cuivré.
- Feuilles adultes, entière ou à 3 lobes avec des sinus supérieurs en V peu profonds, un sinus pétiolaire en V ouvert, des dents ogivales, moyennes, en deux séries, un limbe glabre.

## Aptitudes culturales
La maturité est de deuxième époque tardive: 20 jours après le chasselas.

## Potentiel technologique
Les grappes et les baies sont de taille moyenne à grande. La grappe est cylindrique étroites, plus ou moins serrée. Le cépage est de bonne vigueur. Le verdiso préfère une taille longue donnant ainsi une production abondante et constante.  Il est assez sensible à la pourriture grise.

## Synonymes
Le verdiso est connu sous les noms de verdia, verdia de Campagna, verdia bianca di Conegliano, verdiga, verdiger, verdisa grossa, verdisco, verdise, verdise bianca, verdisot.